# Uruguay en los Juegos Olímpicos de Río de Janeiro 2016
Uruguay participó en los Juegos Olímpicos de Río de Janeiro 2016 en Brasil con un total de 17 deportistas, que compitieron en 9 disciplinas diferentes. Comité Olímpico Uruguayo.     
En atletismo: Andrés Silva (400 metros vallas), Emiliano Lasa (salto largo), Andrés Zamora (maratón), Nicolás Cuestas (maratón), Martín Cuestas (maratón), Déborah Rodríguez (800 metros). En vela: Dolores Moreira (láser radial), Alejandro Foglia (finn), Pablo Defazio (nacra 17), Mariana Foglia (nacra 17), en natación: Inés Remersaro (100 metros libres), Martín Melconian (100 metros pecho). En salto ecuestre: Néstor Nielsen, en tenis: Pablo Cuevas (singles), en judo: Pablo Aprahamian (100 kg judo), en remo: Jonathan Esquivel (individual) y en halterofilia: Sofía Rito.
En el desfile la portadora de la bandera uruguaya fue Dolores Moreira, siendo la abanderada más joven que representó al país.

## Equitación
Néstor Nielsen, Salto. Uruguay clasificó en la competencia de salto tras el resultado conseguido en los Juegos Panamericanos de 2015.

## Natación
| Atleta           | Evento             | Eliminatoria | Eliminatoria | Semifinal | Semifinal | Final     | Final     |
| Atleta           | Evento             | Tiempo       | Posición     | Tiempo    | Posición  | Tiempo    | Posición  |
| ---------------- | ------------------ | ------------ | ------------ | --------- | --------- | --------- | --------- |
| Martín Melconian | 100 m estilo pecho | 1:02,67      | 39.º         | No avanzó | No avanzó | No avanzó | No avanzó |

## Vela
Dolores Moreira, láser radial. Uruguay clasificó en la competencia de vela láser radial tras el resultado conseguido en los Juegos Panamericanos de 2015.

## Galería

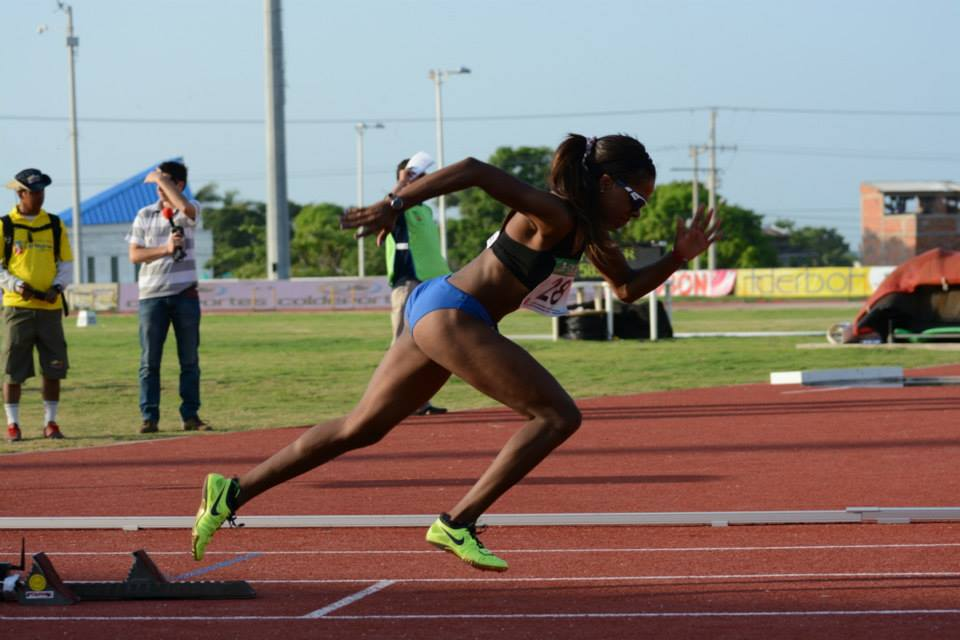
Déborah Rodríguez en 2013.
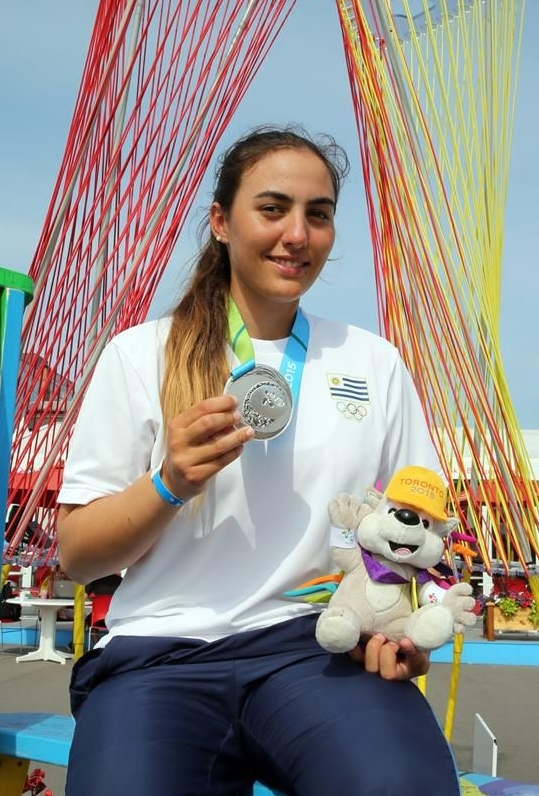
Dolores Moreira en 2015.
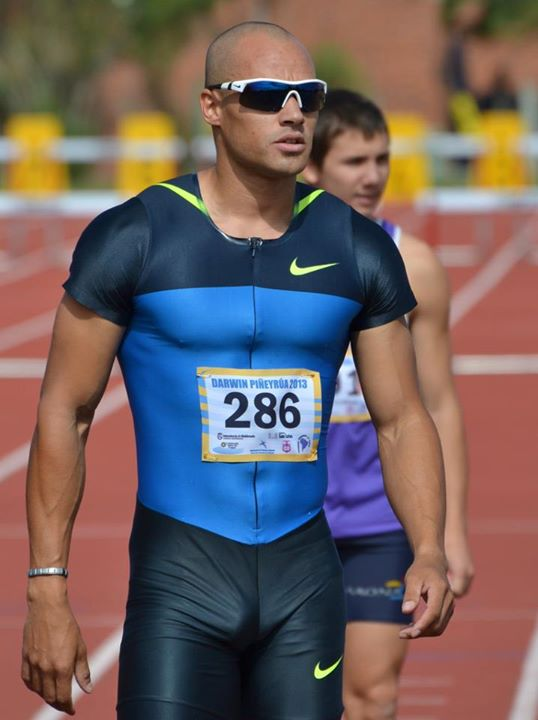
Andrés Silva en 2013.
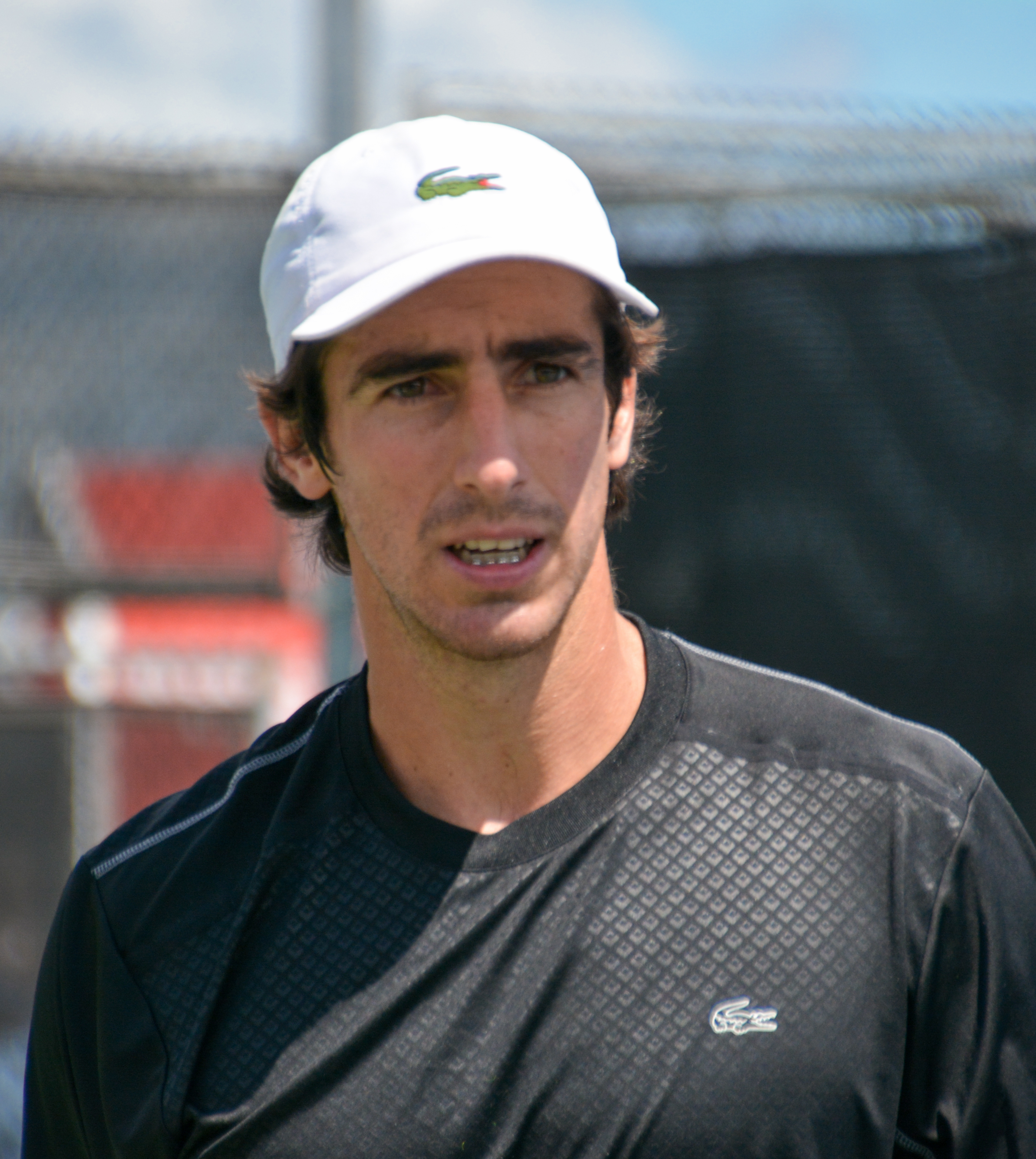
Pablo Cuevas en 2015.